# Vikingerne som handelsfolk
I mange år var standardopfattelsen af vikinger, at de var dygtige søfolk og grumme røvere. Omhyggelige udgravninger i bl.a. England (York), det daværende Danmark (Hedeby) og Rusland (Novgorod) har nu vist, at de først og fremmest var handelsfolk.[kilde mangler] På et tidspunkt, hvor de traditionelle handelsruter gennem Mellemøsten og Middelhavet var afbrudt eller usikre på grund af den islamiske ekspansion, lykkedes det vikingerne at etablere en forbindelse via de russiske floder og Østersøen til Central- og Vesteuropa. Ruten gennem Skandinavien kan dokumenteres ved de mange nedgravede skatte og gravfund. Handelen foregik på skandinaviske skibe, og den havde sine knudepunkter i Birka (i Sverige), Kaupang (i Norge), Hedeby (i Slesvig) og Dorestad (i Flandern).

## Handelsvarer
Vikingekøbmændene handlede med luksusvarer, som var lette at transportere, og som indbragte gode overskud. Der blev hentet silkestof og ædelmetaller gennem handel med arabiske købmænd. Slaver blev indfanget i Rusland eller indhandlet som krigsfanger i Skandinavien eller Vesteuropa. Rav, trætjære og beg kunne hentes i Rusland og Skandinavien. Moderne våben og husgeråd blev importeret fra Frankerriget ligesom keramik- og glasvarer. En helt speciel artikel var møllesten til håndkværne fra Rhinegnene.

## Handelens ophør
Vikingernes succes i Normandiet, England og Rusland var stærkt medvirkende til, at handelen efterhånden ophørte. I stedet foregik der en udvandring til de nævnte områder, og vikingekongerne fik efterhånden så meget magt over disse lande, at de var interesseret i at beskytte dem mod udbytning. Desuden blev handelsforbindelsen gennem Middelhavet mellem silkevejen og Vesteuropa efterhånden genoprettet, og det tog fordelen ud af transithandelen. Endelig måtte kristningen af Skandinavien efterhånden knytte disse lande til resten af Europa, sådan at handelen ganske vist stadig foregik, men nu ikke længere markant som et vikingeprojekt.